# Тарасов, Никита Борисович
Ники́та Бори́сович Тара́сов (род. 3 декабря 1979, Рига, Латвийская ССР) — российский актёр театра и кино. Лауреат премии Правительства Российской Федерации в области культуры за роль Бориса в фильме «Битва за Севастополь».

## Биография
Никита Тарасов родился 3 декабря 1979 года в Риге.
Отец — Борис Юрьевич Тарасов, музыкант. Мать — Наталья Михайловна, инженер-конструктор.
С детства увлекался театральным про искусством, играл на фортепиано, писал музыку, занимался аранжировкой. После школы поступил в Школу-студию МХАТ на курс Олега Табакова, которую окончил в 2002 году.
Работал в театре РАМТ, в Московском драматическом театре им. Станиславского.
В 2008 году Тарасов создал ансамбль «Минутка», в составе которого начал выступать с концертами в различных московских клубах и на корпоративах, исполняя собственные песни.
В 2019 году принял участие в благотворительном празднике «Мир детства», организованном Фондом помощи детям «Добровест».
13 октября 2020 года на открытом показе работ продюсерского центра Potential состоялась презентация премьерной режиссёрской работы Никиты Тарасова «Спасибо, коучер!».

## Личная жизнь
Супруга — фотограф и режиссёр Марина Тарасова, поженились в 2017 году (дев. Гаврюшина), дочь — Таисия Тарасова (род. 19 декабря 2017 г.).

## Награды и премии
- 2015 — Премия Федерации еврейских общин России «Скрипач на крыше» — за достоверное воплощение образа евреев в Российском кинематографе.[6]
- 2017 — Премия Правительства Российской Федерации в области культуры — за роль Бориса в фильме «Битва за Севастополь».[3]

## Фильмография
- 2001 — «Подозрение» — санитар (четвёртая серия; нет в титрах)
- 2001 — «Леди босс» — Зиновий Щеколдин (Зюня)
- 2003 — «Вкус убийства» — Геннадий
- 2004 — «Дедлайн» — второй бандит
- 2004 — «Дневной представитель» — Адам
- 2004 — 2007 — «Виола Тараканова. В мире преступных страстей» — Лёша Рассказов
- 2004 — «Джек-пот для Золушки» — Женя, муж Алины, работник музея и «Мира техники»
- 2005 — «Взрыв на рассвете» — лейтенант
- 2005 — «Есенин» — Сергей Митрофанович Городецкий, русский советский поэт, переводчик и педагог
- 2006 — «Бункер, или Учёные под землёй» — второй помощник психолога
- 2007 — «Закон и порядок: Преступный умысел» — Петя, таксист
- 2007 — «Оля + Коля» — режиссёр рекламы
- 2007 — «Комната потерянных игрушек» — Виктор, журналист
- 2008 — «Широка река» — Олег Политов
- 2008 — «Шальной ангел» — режиссёр фильма

- 2008 — «Одна ночь любви» — князь Иван Константинович Воронцов
- 2008 — «Спасите наши души» — Неведомский — кочегар, аккомпаниатор
- 2008 — «Цыганки» — переводчик у итальянцев
- 2008 — «Человек без пистолета» — Длинный
- 2009 — «Первая попытка» — Николай, заведующий отделом культуры в редакции
- 2010 — «Сыщик Самоваров» — Юрочка Уксусов
- 2010 — «Сёстры Королёвы» — стилист Эдуард
- 2010 — «Ёлки» — доктор
- 2012 — «Чистая правда» (короткометражка) — Рэнди
- 2012 — 2016 — «Кухня» — Луи Бенуа
- 2012 — «Катина любовь» — Эдик
- 2013 — «Интимные места» — Алексей
- 2013 — «Найти мужа в большом городе» — мальчик
- 2014 — «Острожский заповедник» — Йос
- 2014 — «Кухня в Париже» — Луи Бенуа
- 2014 — «В Москве всегда солнечно» — парень с усами
- 2014 — «Верь мне» — фотограф
- 2015 — «Битва за Севастополь» — Борис Ефимович Чопак, военный врач[10]
- 2015 — «Завтрак у папы» — Ганин, менеджер
- 2015 — «Гражданка Катерина» — Марк
- 2016 — «Монах и бес» — Николай I
- 2017 — «Гостиница „Россия“» — Сергей Петрович, референт Гришина
- 2017 — «Кухня. Последняя битва» — Луи Бенуа
- 2017 — «Рок» — Володя
- 2017 — «Физрук» — Дюша
- 2017 — «Отель Элеон 2» — Луи Бенуа
- 2017 — «Рецепт любви» — метрдотель
- 2017 — «Притяжение» — Михаил Полескин, депутат
- 2017 — «Королева при исполнении» — Эдик, стилист
- 2018 — «Домашний арест» — пиарщик
- 2018 — «Полный контакт» (короткометражка) — друг Олега
- 2018 — «Роковое SMS» (в производстве) — Николай
- 2018 — «Улётный экипаж» — Никита Шиман
- 2018 — «Черновик» — Кирилл Александрович, проводник в мир «Аркан»
- 2018 — «Сотка» — Barry Bug
- 2019 — «Эбигейл» — Итан
- 2019 — «Заступники» — Пётр Евгеньевич Масальский
- 2019 — «Колл-центр» — Женя[10]
- 2019 — «Магомаев» — Вершинский, следователь ОБХСС
- 2019 — «Предок» — Орлов
- 2019 — «Ростов» — Гусёк
- 2019 — «Сто дней свободы» — оберштурмбаннфюрер СС
- 2019 — «Я подарю тебе победу» — Стас Лемешев
- 2019 — «Тайна печати дракона» — слуга при дворе Петра I
- 2019 — 2020 — «Кухня. Война за отель» — Луи Бенуа, французский кондитер-пекарь, старый друг Виктора Баринова
- 2020 — «Окаянные дни» — Витя (Виктор Алексеевич), учёный-энтомолог, муж Лены
- 2020 — «Патриот» — Андрей Гройзман, новый муж Любы
- 2020 — «Проект «Анна Николаевна»» — Борис Анатольевич Назимов, помощник Шагалова
- 2020 — «Метод 2» — Малявин[11]
- 2020 — «Родком» — адвокат Алёны
- 2020 — «Уравнение с неизвестными. Химия убийства» — Роберт, математик, кандидат наук
- 2021 — «Вне себя» — Марк Аркадьевич Гудкевич, адвокат
- 2021 — «Стриптизёры» — Сергей Андреевич
- 2021 — «Теория зла» — Павел
- 2021 — «Мне плевать, кто вы» — жилец
- 2021 — «Неведомое» — Тед
- 2021 — «День города» — прораб
- 2021 — «Красные пророчества» — Никишин, работник газеты
- 2021 — «Сердце и как им пользоваться» — Дитрих
- 2021 — «Ёлки 8» — организатор
- 2021 — «Собор» — Доменико Трезини
- 2022 — «Девушки с Макаровым 2» — Эдуард Вяземский, начальник следственного отдела, майор юстиции
- 2022 — «Первый Оскар» — Леонид Варламов
- 2022 — «Сергий против нечисти» — директор сети супермаркетов Бахарев А. С.
- 2022 — «Фронтовая любовь» — Майкл
- 2022 — «Киллер» — Вадим Викторович Лосев, следователь ФСБ
- 2022 — «Против всех» — «Переплут» (с третьего сезона)
- 2022 — «Биомеханика Мейерхольда» — Николай Блохин
- 2022 — «Одна» — авиадиспетчер
- 2022 — «Янычар» — Уильям, секретарь посла Трэвела
- 2022 — «Друг на час» — актёр
- 2022 — «Провинциальный детектив» — Андрей
- 2023 — «Сквозь время» — Тэд
- 2023 — «Фишер» — Анатолий Сливко (первый сезон)
- 2023 — «Тёща» — Егор
- 2023 — «Непослушная» — Трофим Денисович, декан экологического факультета
- 2023 — «Другая поляна» — инженер
- 2023 — «Загадай любовь» — врач в школьном медпункте
- 2023 — «Саша и Питер» — Игорь Валерьевич
- 2023 — «Недетское кино» — Горынов, изобретатель
- 2023 — «Я делаю шаг» — директор лицея
- 2024 — «Мастер и Маргарита» — следователь
- 2024 — «Преступление и наказание» — Пётр Петрович Лужин
- 2024 — 2025 — «Ивановы-Ивановы» (седьмой и восьмой сезоны) — Константин, муж Марии
- 2024 — «ON и Она» — Антон
- 2025 — «Ждун» — Потапов
- 2025 — «Положение вещей» — психотерапевт
- 2026 — «Вампиры средней полосы 3» — профессор